# Kawasaki Steel Corporation
Kawasaki Steel Corporation, також Kawasaki Steel (Кавасакі стіл), також Кавасакі сейтецу (яп. 川崎製鉄株式会社 Кавасакі сейтецу кабусікі-кайся) — колишня японська чорнометалургійна компанія, що була провідним членом корпорації «Кавасакі». Була заснована у 1950 році виокремленням металургійного підрозділу від компанії Кавасакі під час її реорганізації. Володіла металургійними комбінатами Тіба і Міцусіма. Її нові заводи, побудовані після Другої світової війни, та передові технології зробили її важливим фактором у післявоєнному промисловому відновленні Японії. Штаб-квартира компанії розташовувалася у місті Кобе. У 2002 році об'єдналася з Nippon Kokan з утворенням компанії JFE Holdings.

## Історія

### Металургійний підрозділ компанії «Кавасакі». 1906—1950
Суднобудівна компанія Кавасакі, заснована ще у 1878 році в Токіо, швидко зросла під час Японо-китайської війни 1894—1895 років і Російсько-японської війни 1904—1905 років, споживання нею сталі для будівництва кораблів збільшилося до 31 000 тонн на рік. Однак вся сталь, що її використовувала компанія у суднобудуванні, була покупною. Враховуючи досвід дефіциту сталі під час російсько-японської війни, керівництво суднобудівної компанії вирішило побудувати власний металургійний завод. Крім того, «Кавасакі» збиралася зайнятися виробництвом рухомого складу для залізниць, оскільки Японське залізничне бюро почало підтримувати вітчизняне виробництво залізничних вагонів та деталей до них, які раніше імпортувалися з Великої Британії та Сполучених Штатів. У 1906 році «Кавасакі» заснувала в місті Кобе, де в неї з 1886 року була корабельня Хіого, власний металургійний завод з однією кислою мартенівською піччю (продуктивністю 10 тонн за одну плавку) для виробництва сталевих виробів як для суднобудування, так і для виробництва рухомого складу. Незабаром металургійний завод був розширений під керівництвом та за технічної допомоги Японського залізничного бюро. У 1910 році «Кавасакі» випустила свій перший локомотив для Японського залізничного бюро. Після 1912 року «Кавасакі» замість першої мартенівської печі побудувала нову 15-тонну кислу мартенівську піч, що дозволило заводу виробляти більше сталі для суднобудування. Початок Першої світової війни та подальший дефіцит сталі на ринку змусив «Кавасакі» ще більше розширити свої сталеплавильні потужності. У 1916 році було встановлено дві осно́вні мартенівські печі (кожна продуктивністю 10 тонн) і наступного року було додано ще дві кислі мартенівські печі продуктивністю 25 тонн. Крім того, «Кавасакі» поряд з існуючим відкрила у Кобе новий металургійний завод Фукіай (названий так за назвою району міста Кобе, що колись був окремим селом з тією самою назвою) з двома осно́вними мартенівськими печами продуктивністю 25 тонн, що виробляв товстий сталевий лист. :103 Металургійні підрозділи компанії — заводи Хіого і Фукіай — були заводами неповного циклу, вони працювали на імпортному металобрухті і чавуні, які переплавляли у мартенівських печах і виготовляли прокат і сталеві вироби для кораблебудування і вагонобудування.
Після Першої світової війни через політику роззброєння і фінансову кризу 1927 року «Кавасакі» була на межі банкрутства, однак з початком інфляційної політики держави і японської експансії в Азії, «Кавасакі» відродилася і почала розширювати своє металургійне виробництво. :184 Після початку Японо-Китайської війни у 1937 році, «Кавасакі» побудувала металургійні заводи Кюдзі (префектура Івате), Нісіномія (виробництво спеціальної сталі). У 1938 році розпочато будівництво заводів Іхо і Тіта, яке не було завершено через брак будівельних матеріалів, хоча у 1942 році компанія все ще планувала будівництво на заводі Тіта своєї першої доменної печі. :184 До 1941 року металургійний підрозділ компанії «Кавасакі» став третім в країні за виробництвом сталі, даючи 5 % сталі (0,21 млн т).

### Створення Kawasaki Steel
Kawasaki Steel Corporation (Кавасакі сейтецу) була утворена у серпні 1950 року виділенням з компанії Кавасакі її металургійного виробництва в окрему компанію. У 1950-х роках на штучному острові в місті Тіба компанія побудувала завод повного металургійного циклу Тіба, що став першим в Японії великим металургійним заводом, побудованим після Другої світової війни. У 1961—1967 роках «Кавасакі сейтецу» побудувала новий завод «Міцусіма».

## Діяльність компанії
Kawasaki займалася переважно виробництвом чавуну і сталі, сталевого тонкого і товстого листопрокату, сортопрокату, трубної продукції, виготовленням лиття та поковок, а також зварювальних електродів.
У 1966 році компанія почала працювати ще й у сфері порошкової металургії. У 1989 році вона уклала обмежене партнерство з американською металургійною компанією Armco. Компанія була перейменована на AK Steel Holding у 1993 році. У 2000 році цінова війна, що виникла внаслідок так званого шоку Гона, вплинула на бізнес-показники таких виробників сталі, як Kawasaki Steel. Під час кредитної кризи, що виникла в результаті цього, NKK та Kawasaki Steel вирішили об'єднати свої підприємства у квітні 2001 року. Це злиття було завершено у вересні 2002 року, в результаті чого утворилася JFE Holdings.

## Виноски
1. 1 2 3   Kawasaki Steel Corporation. britannica.com (англ.). Encyclopædia Britannica, Inc. 8.12.2023. Процитовано 13 серпня 2025.
2. 1 2 3   Seiichiro Yonekura. The Japanese Iron and Steel Industry, 1850—1990 : continuity and discontinuity. New York, 1994 ISBN 0-312-10673-4 (англ.)